# Junkersholz

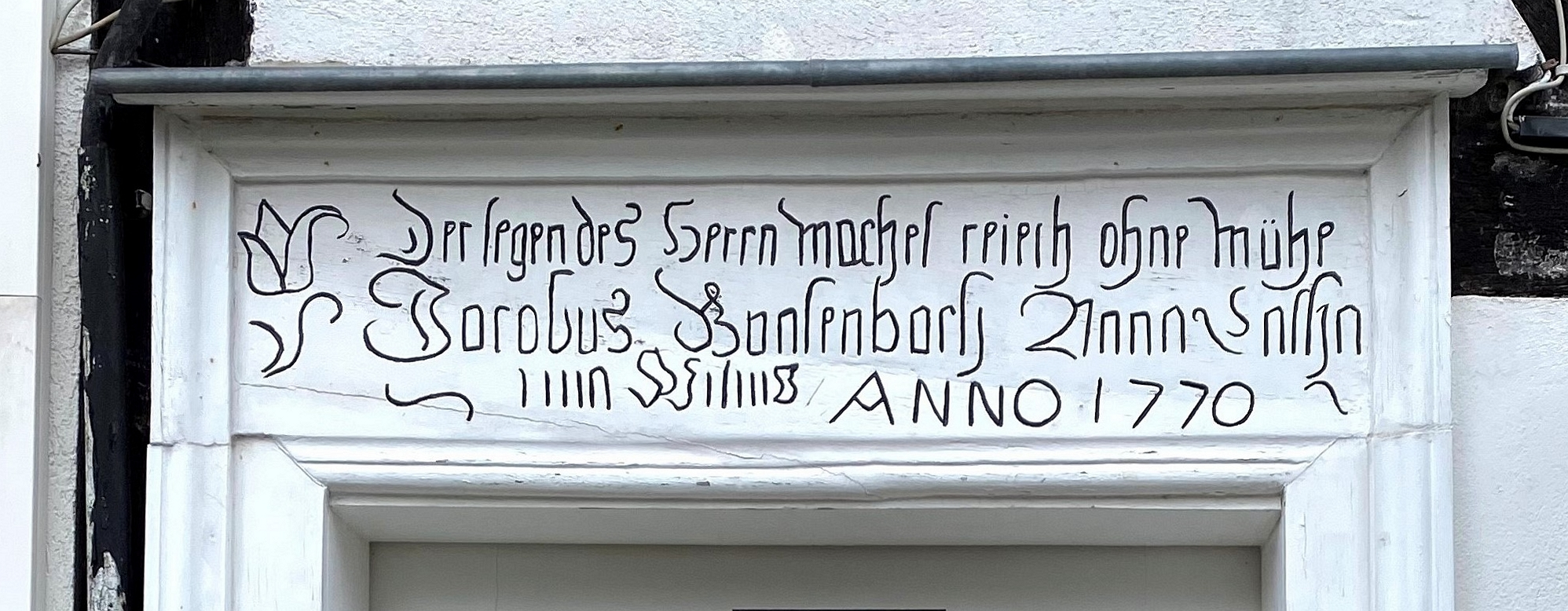
Türstock-Inschrift von 1770

Junkersholz ist eine aus einem Rittersitz hervorgegangene Ortschaft in der Stadt Leichlingen (Rheinland) im Rheinisch-Bergischen Kreis.

## Lage und Beschreibung
Junkersholz liegt östlich des Leichlinger Zentrums auf einem Höhenrücken zwischen dem Murbach und dem Weltersbach nördlich der Landesstraße 294 nahe der Stadtgrenze zu Leverkusen. Nördlich grenzt der Ort an das Naturschutzgebiet Weltersbachtal.
Nachbarorte sind Roderbirken, Stöcken, Zeit, Wietschermühle, Rosenthal, Haswinkel, Auf dem Katzensterz und Balkerberg auf Leichlinger und Pattscheid auf Leverkusener Stadtgebiet.

## Geschichte
Der Hof Zum Holz, das spätere Junkersholz, war in der frühen Neuzeit ein großer Herrensitz. Im 17. Jahrhundert wurde Junkersholz ausdrücklich als Rittersitz genannt. Die Karte Topographia Ducatus Montani aus dem Jahre 1715 zeigt den Hof unter dem Namen Junckersholt. Im 18. Jahrhundert gehörte der Ort zum Kirchspiel Leichlingen im bergischen Amt Miselohe. Die Topographische Aufnahme der Rheinlande von 1824 und die Preußische Uraufnahme von 1844 verzeichnen den Ort beide als Junkersholz.
1815/16 lebten 80 Einwohner im Ort. 1832 gehörte Junkersholz der Bürgermeisterei Leichlingen an. Der laut der Statistik und Topographie des Regierungsbezirks Düsseldorf als Dorfschaft kategorisierte Ort besaß zu dieser Zeit 17 Wohnhäuser und 17 landwirtschaftliche Gebäude. Zu dieser Zeit lebten 90 Einwohner im Ort, davon elf katholischen und 79 evangelischen Glaubens.
Im Gemeindelexikon für die Provinz Rheinland werden 1885 16 Wohnhäuser mit 100 Einwohnern angegeben. 1895 besitzt der Ort 17 Wohnhäuser mit 93 Einwohnern, 1905 17 Wohnhäuser und 79 Einwohner.